# اچ‌ام‌اس اکلایر (۱۸۱)
اچ‌ام‌اس اکلایر (۱۸۱) (به انگلیسی: HMS Eclair (1801)) یک کشتی بود.